# Ścieżki muzyczne filmów z Jamesem Bondem
Ścieżki muzyczne filmów z Jamesem Bondem:
| Film                                   | Rok  | Kompozytor ścieżki dźwiękowej | Utwór tytułowy                              | Wykonawca utworu tytułowego                                |
| -------------------------------------- | ---- | ----------------------------- | ------------------------------------------- | ---------------------------------------------------------- |
| Doktor No                              | 1962 | Monty Norman                  | 1. „James Bond Theme” 2. „Kingston Calypso” | 1. John Barry & Orchestra 2. Byron Lee and the Dragonaires |
| Pozdrowienia z Rosji                   | 1963 | John Barry                    | „From Russia with Love”                     | Matt Monro                                                 |
| Goldfinger                             | 1964 | John Barry                    | „Goldfinger”                                | Shirley Bassey                                             |
| Operacja Piorun                        | 1965 | John Barry                    | „Thunderball”                               | Tom Jones                                                  |
| Żyje się tylko dwa razy                | 1967 | John Barry                    | „You Only Live Twice”                       | Nancy Sinatra                                              |
| W tajnej służbie Jej Królewskiej Mości | 1969 | John Barry                    | „On Her Majesty's Secret Service”           | John Barry & Orchestra                                     |
| Diamenty są wieczne                    | 1971 | John Barry                    | „Diamonds Are Forever”                      | Shirley Bassey                                             |
| Żyj i pozwól umrzeć                    | 1973 | George Martin                 | „Live and Let Die”                          | Paul McCartney and Wings                                   |
| Człowiek ze złotym pistoletem          | 1974 | John Barry                    | „The Man with the Golden Gun”               | Lulu                                                       |
| Szpieg, który mnie kochał              | 1977 | Marvin Hamlisch               | „Nobody Does it Better”                     | Carly Simon                                                |
| Moonraker                              | 1979 | John Barry                    | „Moonraker”                                 | Shirley Bassey                                             |
| Tylko dla twoich oczu                  | 1981 | Bill Conti                    | „For Your Eyes Only”                        | Sheena Easton                                              |
| Ośmiorniczka                           | 1983 | John Barry                    | „All Time High”                             | Rita Coolidge                                              |
| Zabójczy widok                         | 1985 | John Barry                    | „A View to a Kill”                          | Duran Duran                                                |
| W obliczu śmierci                      | 1987 | John Barry                    | „The Living Daylights”                      | a-ha                                                       |
| Licencja na zabijanie                  | 1989 | Michael Kamen                 | „Licence to Kill”                           | Gladys Knight                                              |
| GoldenEye                              | 1995 | Eric Serra                    | „GoldenEye”                                 | Tina Turner                                                |
| Jutro nie umiera nigdy                 | 1997 | David Arnold                  | „Tomorrow Never Dies”                       | Sheryl Crow                                                |
| Świat to za mało                       | 1999 | David Arnold                  | „The World Is Not Enough”                   | Garbage                                                    |
| Śmierć nadejdzie jutro                 | 2002 | David Arnold                  | „Die Another Day”                           | Madonna                                                    |
| Casino Royale                          | 2006 | David Arnold                  | „You Know My Name”                          | Chris Cornell                                              |
| 007 Quantum of Solace                  | 2008 | David Arnold                  | „Another Way to Die”                        | Jack White, Alicia Keys                                    |
| Skyfall                                | 2012 | Thomas Newman                 | „Skyfall”                                   | Adele                                                      |
| Spectre                                | 2015 | Thomas Newman                 | „Writing’s on the Wall”                     | Sam Smith                                                  |
| Nie czas umierać                       | 2021 | Hans Zimmer                   | „No Time to Die"                            | Billie Eilish                                              |

## Dodatkowe piosenki
Kilka filmów zawiera dodatkowe piosenki w swojej ścieżce dźwiękowej. Niektóre z nich, np. „We Have All the Time in the World” stały się równie dobrze znane jak piosenki tytułowe, niektóre są znane tylko w kontekście danego filmu.
| Film                                   | Rok  | Tytuł                                                                                  | Wykonawca                                                      |
| -------------------------------------- | ---- | -------------------------------------------------------------------------------------- | -------------------------------------------------------------- |
| Doktor No                              | 1962 | 1. „Jump Up” 2. „Under the Mango Tree”                                                 | 1. Byron Lee and the Dragonaires 2. Diana Coupland             |
| Operacja Piorun                        | 1965 | „Mr. Kiss Kiss Bang Bang”                                                              | Shirley Bassey, Dionne Warwick (powstały dwie wersje piosenki) |
| W tajnej służbie Jej Królewskiej Mości | 1969 | 1. „We Have All the Time in the World” 2. „Do You Know How Christmas Trees Are Grown?” | 1. Louis Armstrong 2. Nina                                     |
| Tylko dla twoich oczu                  | 1981 | „Make It Last All Night”                                                               | Rage                                                           |
| W obliczu śmierci                      | 1987 | 1. „Where Has Everybody Gone?” 2. „If There Was a Man”                                 | 1. The Pretenders 2. The Pretenders                            |
| Licencja na zabijanie                  | 1989 | 1. „Wedding Party” 2. „Dirty Love” 3. „If You Asked Me To”                             | 1. Ivory 2. Tim Feehan 3. Patti LaBelle                        |
| GoldenEye                              | 1995 | „The Experience of Love”                                                               | Eric Serra                                                     |
| Jutro nie umiera nigdy                 | 1997 | „Surrender”                                                                            | k.d. lang                                                      |
| Świat to za mało                       | 1999 | „Only Myself to Blame”                                                                 | Scott Walker                                                   |